# Ty Wood
Tyson „Ty“ Wood (* 6. September 1995 in Winnipeg) ist ein kanadischer Schauspieler.

## Leben und Karriere
Wood begann im Alter von etwa sechs Jahren auf Bitten seiner Eltern, zu Vorsprechen zu gehen, und erhielt bereits bei seinem zweiten Vorsprechen die erste professionelle Rolle in dem Film Hell on Heels: The Battle of Mary Kay. 2009 spielte er eine Nebenrolle in Das Haus der Dämonen, für die er einen Young Artist Award erhielt. Im Folgejahr war er für Keep Your Head Up, Kid: The Don Cherry Story in der Rolle von Don Cherrys Sohn nominiert. Anschließend war er in mehreren Eigenproduktionen des Hallmark Channels zu sehen wie 2012 in dem Film Das Weihnachtsherz und 2014/15 in der Fernsehserie Janette Oke: Die Coal Valley Saga. Nach mehreren Episodenrollen hatte er 2018 eine Serienhauptrolle in ReBoot: Der Wächter-Code und hat seitdem eine Nebenrolle in Chilling Adventures of Sabrina als Billy Marlin, als der er in einem Crossover 2020 auch in Riverdale erschien.

## Filmografie

### Filme
- 2002: Hell on Heels: The Battle of Mary Kay (Fernsehfilm)
- 2003: On Thin Ice (Fernsehfilm)
- 2005: Vinegar Hill (Fernsehfilm)
- 2005: The Big White – Immer Ärger mit Raymond (The Big White)
- 2007: Maneater (Fernsehfilm)
- 2008: Das Lazarus-Projekt (The Lazarus Project)
- 2009: Das Haus der Dämonen (The Haunting in Connecticut)
- 2012: Das Weihnachtsherz – Das Geschenk meines (The Christmas Heart)
- 2015: Lügen haben spitze Zähne (Liar, Liar, Vampire, Fernsehfilm)
- 2016: Unleashing Mr. Darcy (Fernsehfilm)
- 2017: From Straight A’s to XXX (Fernsehfilm)
- 2017: Christmas Princess (Fernsehfilm)
- 2019: Spiral – Das Ritual

### Fernsehserien
- 2005: The Collector (Episode 2x08)
- 2010: Keep Your Head Up, Kid: The Don Cherry Story (Miniserie, Episode 1x02)
- 2014–2015: Janette Oke: Die Coal Valley Saga (When Calls the Heart, 3 Episoden)
- 2015: Cedar Cove – Das Gesetz des Herzens (Cedar Cove, Episode 3x02)
- 2016: Supernatural (Episode 11x12)
- 2016: Second Chance (Episode 1x04)
- 2016: Project Mc² (5 Episoden)
- 2017: Garage Sale Mysteries (Episode 1x08)
- 2018: iZombie (Episode 4x01)
- 2018: ReBoot – Der Wächter-Code (ReBoot: The Guardian Code, 20 Episoden)
- 2018–2020: Chilling Adventures of Sabrina (13 Episoden)
- 2019: The Order (2 Episoden)
- 2019: BH90210 (6 Episoden)
- 2020: Riverdale (Episode 4x10)
- 2021: V.C. Andrews’ Landry Family Series (Filmreihe, 4 Episoden)
- 2021: Kung Fu (1 Episode)
- 2022: Devil in Ohio (5 Episoden)
- 2023: Grease: Rise of the Pink Ladies (6 Episoden)

## Auszeichnungen
- Young Artist Awards 2010: Bester Nebendarsteller in einem Spielfilm, für Das Haus der Dämonen – Auszeichnung
- Young Artist Awards 2011: Bester Nebendarsteller in Fernsehfilm, Miniserie oder Special; für Keep Your Head Up, Kid: The Don Cherry Story – Nominierung
- Joey Awards 2014: Ensemblecast einer Dramaserie, für Janette Oke: Die Coal Valley Saga – Auszeichnung